# Second Chapter

Second Chapter est le premier titre de l'album The Cross of Changes, deuxième album du groupe Enigma, paru en 1993.
Le titre commence par une introduction musicale de près de 40 secondes qui est la même que pour le titre d'introduction The Voice of Enigma du précédent album, MCMXC a.D., avec notamment la corne de brume qui entamait l'album.